# Pleurotaenium minutum
Pleurotaenium minutum là một loài Song tinh tảo trong họ Desmidiaceae, thuộc chi Pleurotaenium.